# 芳芸
芳芸（1992年4月6日—），本名劉芳芸，出生於台南，新生代女演員，2017年由選秀節目《超強17練習生》出道加入女團《IVI》 發行首張EP《愛為愛》。參與演出電影《重回地球》、《月老》、《同學兩億歲》影集等。

## 作品

### 電影／劇集作品
| 年份 | 劇名               | 飾演     | 導演                   | 備註        |
| ---- | ------------------ | -------- | ---------------------- | ----------- |
| 2018 | 《同學兩億歲》     | 齊扇     | 司維維、蔣笑笑         | 愛奇藝影集  |
| 2021 | 《幽離傳說》       | 陸晶靈   | 譚銳銘                 | 愛奇藝網劇  |
| 2021 | 《月老》           | 投胎女鬼 | 九把刀                 | 電影        |
| 2022 | 《決勝的揮拍 》    | 趙菁菁   | 郝心翔                 | 電視劇      |
| 2022 | 《重回地球》       | 玉兔     | 王子鳴、侯繼元         | 電影        |
| 2023 | 《模仿犯》         | 嘉儀友人 | 張榮吉、張亨如         | Netflix影集 |
| 2023 | 《因為你如此耀眼》 | 秘書AMY  | 洪伯豪                 | 電視劇      |
| 2023 | 《鬼之執行長》     | 孫總秘書 | 郝心翔                 | 電視劇      |
| 2025 | 《願望》           | 凱樂     | 龔美富、卓群超、劉建律 | 電視劇      |
| 2026 | 《死亡賭局》       |          | 詹淳皓                 | 電影        |

### 廣告作品
- 2016年 《傳說對決》代言
- 2017年 《寶礦力水得》廣告
- 2019年  7-11 飲料抽抽樂 廣告
- 2020年 《天啟紀元》遊戲廣告
- 2021年 《ASICS 女生專屬系列》商品演繹
- 2021年  全聯冰品廣告

### 綜藝節目
| 時間   | 播放頻道             | 節目名稱             | 備註             |
| ------ | -------------------- | -------------------- | ---------------- |
| 2018年 | 湖南衛視             | 《天天向上》         | 宣傳嘉賓         |
| 2018年 | 中天電視             | 《17金麥克》         | 節目主持人       |
| 2020年 | 三立都會台           | 《2020全明星運動會》 | 除夕特別節目紅隊 |
| 2020年 | 台視主頻、三立都會台 | 《全明星運動會》     | 第一季紅隊       |
| 2022年 | 三立台灣台           | 《出發吧女孩》       | 節目主持人       |
| 2023年 | 東森綜合台           | 《我們練愛吧》       | 第三季嘉賓       |

### 音樂作品
- 2017年  IVI 發行EP《愛為愛》
- 2018年  IVI《不缺》（電視劇人際關係事務所主題曲，與李玖哲合唱）
- 2018年  IVI《讓世界領教我的名字》（網絡劇同學兩億歲主題曲，與李庚希、梁寶羚合唱）

### 演唱會演出
- 2017年 《玖壹壹9453》台北小巨蛋演唱會嘉賓
- 2017年 《玖壹壹9453》高雄巨蛋演唱會嘉賓
- 2019年 李玖哲台北小巨蛋「隱形動物」演唱會嘉賓
- 2019年 Skechers Sundown Festival「亞洲音樂節」演出嘉賓
- 2021年 全明星運動會小巨蛋旗艦演唱會演出嘉賓
- 2021年 李玖哲Legacy 演唱會嘉賓